# Nazz (gruppo musicale)
I Nazz sono stati un gruppo musicale garage rock psichedelico statunitense originario di Philadelphia attivo tra il 1967 ed il 1970 e ricostituitosi nel 2006 sotto la guida di Robert Antoni.
Il nucleo originario era composto da Todd Rundgren (chitarra) e Carson Van Osten (basso), a cui si aggiunsero Thom Mooney (batteria), e Robert "Stewkey" Antoni (voce e tastiere) poco prima del loro primo concerto ufficiale in apertura dei Doors nel 1967.
Il nome del gruppo proviene dal brano The Nazz Are Blue presente in Roger the Engineer degli Yardbirds che a sua volte riprende il monologo The Nazz di Lord Buckley rilettura della storia di Gesù di Nazareth.

## Storia del gruppo
I Nazz nascono come tentativo di emulare il successo del gruppo per teenager The Monkees ed Il loro nome fu scelto dal manager Michael Freeman ispiratosi alla canzone degli Yardbirds "The Nazz Are Blue". Il gruppo firmò per la SGC Records, sussidiaria della Atlantic, con cui pubblicò il primo album, Nazz nell'ottobre 1968. Dopo un iniziale insuccesso del singolo Open My Eyes il DJ della radio WMEX di Boston Ron Robin ascoltò casualmente il lato B del singolo Hello It's Me che in breve tra i maggiori brani ascoltati dell'emittente.
Dopo un breve tour in Inghilterra anche a causa di problemi di visto il gruppo registrò il secondo album Nazz Nazz uscito nel 1969. In origine previsto doppio e con il nome di Fungo Bat è caratterizzato da un maggiore sperimentalismo grazie alle composizioni di Rundgren ispirate alla cantautrice Laura Nyro lontano dallo stile dell'esordio legato ai gruppi della british invasion. Non soddisfatto Rundgren abbandonò il gruppo seguito da Van Osten, poco dopo.
Il gruppo guidato da Steaky, e con nuovi elementi, partì per un breve tour nel 1970. Nel 1971 uscì il terzo album Nazz III senza l’approvazione del gruppo e dove le parti vocali di Rundgren furono sostituite da quelle di Steaky.  Il gruppo si sciolse definitivamente, Steaky e Mooney suonarono con i Fuse mentre Rundgren divenne un affermato cantante e produttore. Nel suo capolavoro Something/Anything? del 1972 inserì la canzone Hello It's Me, che Rundgren aveva scritto anni prima, primo singolo del gruppo e che divenne nella nuova versione un singolo di successo.
Nel dicembre 2019 Stewkey Antoni e Thom Mooney si sono riuniti dopo cinquant'anni in un concerto organizzato da Rundgren Radio.

## Formazione
- Todd Rundgren - chitarra
- Carson Van Osten - basso
- Robert "Stewkey" Antoni - voce, tastiere
- Thom Mooney - batteria

## Discografia

### Album
- 1968 - Nazz (SGC Records)
- 1969 - Nazz Nazz (SGC Records)
- 1971 - Nazz III (SGC Records)

### Raccolte
- 1984 - Best of Nazz (Rhino)
- 1998 - Thirteenth and Pine
- 2002 - Open Our Eyes: The Anthology (Sanctuary)
- 2006 - Nazz Nazz - Including Nazz III - The Fungo Bat Sessions (Castle)